# Fernando Godoy
Fernando Patricio Godoy Bustamante (Iquique, Tarapacá, 30 de junio de 1983) es un actor chileno que se hizo conocido en 2006 por su papel de Ignacio Nacho Larraín en la serie Casado con hijos de Mega. También se ha desempeñado como presentador de televisión y locutor de radio.

## Biografía
Dio sus primeros pasos como actor cuando estudiaba la secundaria, formó parte del electo estable del American College de Iquique, su ciudad natal; con 17 años se fue a Santiago, donde ingresó en la Escuela Teatro Imagen, dirigida por Gustavo Meza.

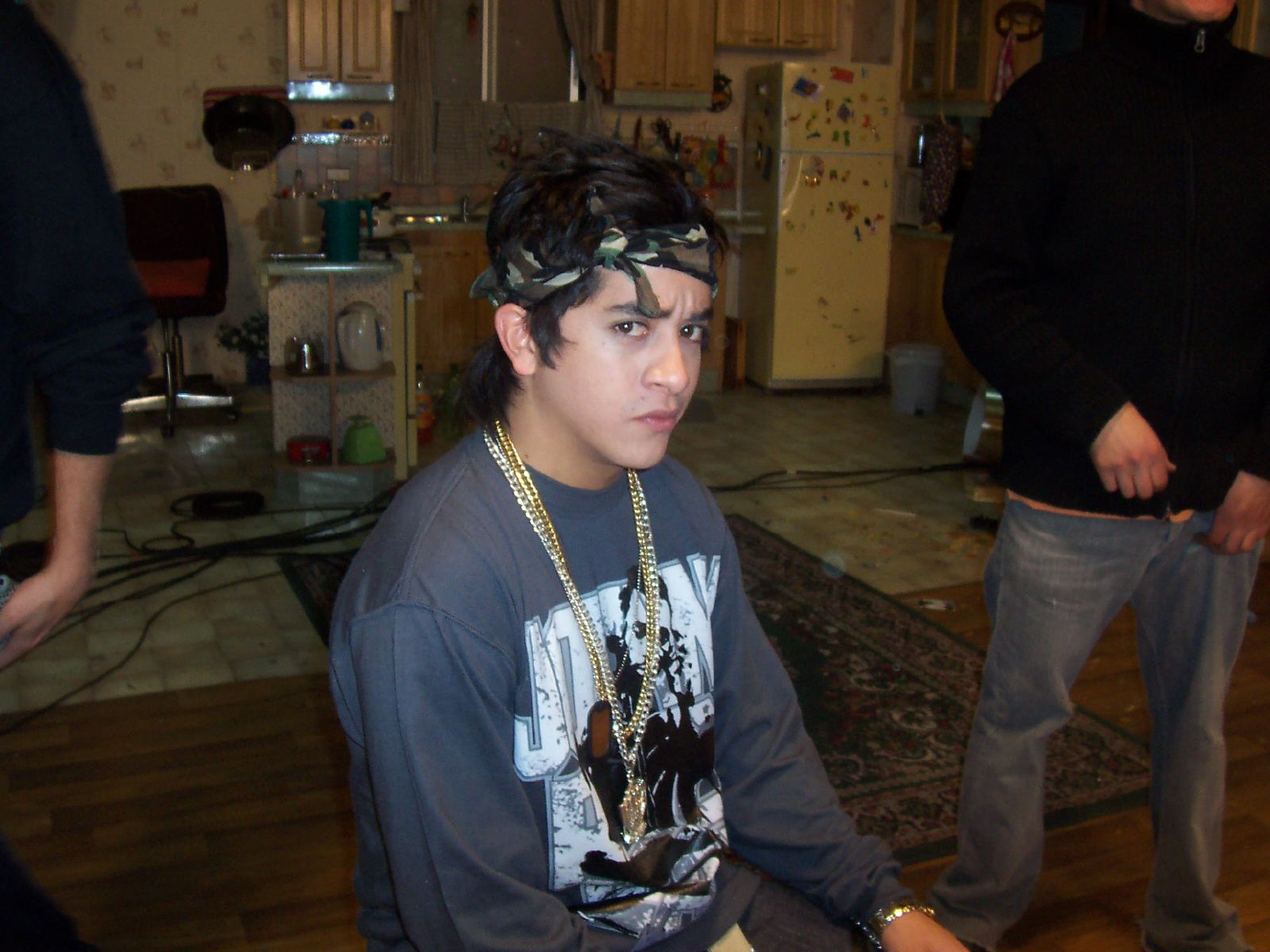
Fernando Godoy caracterizado como Nacho Larraín, personaje de Casado con hijos que le dio popularidad nacional.

Formó parte de grupo humorístico Los Cuatro Octavos, cuyo éxito los llevó a presentarse en el Teatro Municipal de Iquique y a la televisión. Se habían conocido en 2001 cuando iban a bordo de un autobús con destino a Santiago, donde ingresarían a la Escuela de Teatro. Interpretó papeles menores en programas como Enigma (TVN) y Pecados capitales (Chilevisión), pero su salto a la fama vendría de la mano de la versión chilena de Married with children, Casado con hijos, que transmitió Mega y en el que Godoy obtuvo el papel de Nacho, el hijo de la serie.
En 2007 incursiona como locutor en la extinta radio FM Hit con los programas La ducha teléfono, junto a Humberto Sichel y DJ Glotín, y Hit al patio.
El primer programa de televisión que condujo fue Solo para reír de Mega y más tarde, se hizo cargo en el mismo canal de la conducción del juvenil La muralla infernal y del diablo, junto a la modelo argentina Lucila Vit.
En 2009 personificó a un inmigrante peruano llamado Indo en el estelar de Luis Jara, Un golpe de Lucho, y en 2011 se presentó en el Festival del Huaso de Olmué.
En cine, Godoy interpretó a Wenceslao Vargas, el último sobreviviente de la corbeta chilena Esmeralda hundida en el Combate Naval de Iquique, en la película que lleva el nombre de esa legendaria embarcación, La Esmeralda, 1879, estrenada en mayo de 2010. Al año siguiente participó asimismo en la exitosa serie humorística La colonia, también transmitida por Mega y que tiene un elenco muy similar al de Casado con hijos.
En 2014 comenzó a trabajar en la nueva producción de Mega y en su primera telenovela, Pituca sin lucas; en la que da vida a Gregorio Cereceda, un joven que trabaja en el terminal pesquero junto al personaje de Francisco Puelles y Álvaro Rudolphy. Este último es el protagonista de la producción. 
También ha participado en reality shows de TVN, como Adopta un famoso y Lip Sync Chile.
Aficionado a correr, Godoy ha participado en el Maratón de Nueva York.
En 2015 fue nombrado Hijo Ilustre de Iquique, ciudad de la que ya ostentaba, desde 2010, el de Ciudadano destacado.
En 2021 asume la conducción del programa de humor estelar Mi barrio, tu mejor compañía, donde también realiza ciertos sketches. Se ha destacado por su imitación al ministro de Salud Enrique Paris.

## Filmografía

### Programas
- Solo para reír (Mega, 2008-2009) - Animador
- El baile en TVN (TVN, 2008) - Participante (Ganador)
- La muralla infernal (Mega, 2008) - Animador
- Un golpe de Lucho (Mega, 2009) - Personaje humorístico
- Vive Sudáfrica (Mega, 2010) - Animador
- Vive USA (Mega, 2011) - Animador
- Salas de juego (Mega) - Humor
- Tu cara me suena (Mega) - Participante (Ganador)
- Más vale tarde (Mega, 2013) - Invitado
- Desfachatados (Mega, 2013) - Distintos personajes
- Xtreme Dance (Mega, 2013) - Animador
- Los tuins (Mega, 2013) - Distintos personajes
- Vértigo (Canal 13, 2013) - Invitado
- Mucho gusto (Mega, 2013) - Invitado
- Morandé con compañía (Mega, 2014) - Invitado
- Lip Sync Chile (TVN, 2015) - Invitado
- Morandé con compañía  (Mega, 2016) - Invitado
- Mi barrio, tu mejor compañía (Mega, 2021) - Conductor
- Bajo el mismo techo (Mega, 2023) - Conductor

### Telenovelas
| Año       | Título                  | Personaje                  | Canal |
| --------- | ----------------------- | -------------------------- | ----- |
| 2014-2015 | Pituca sin lucas        | Gregorio "Goyo" Cereceda   | Mega  |
| 2016      | Pobre gallo             | Railef Huaiquimil          | Mega  |
| 2017-2018 | Tranquilo papá          | Elvis Aarón Poblete        | Mega  |
| 2018-2019 | Isla Paraíso            | Juan Luis Farias           | Mega  |
| 2021      | Edificio Corona         | Carlos "Carlitos" González | Mega  |
| 2021      | Amar profundo           | Danilo "Choro" Chaparro    | Mega  |
| 2024      | Nuevo amores de mercado | Homero Silva               | Mega  |

### Series y unitarios
| Año             | Programa                | Personaje                        | Canal |
| 2008            | Mandiola & Cia.         |                                  | Mega  |
| 2006-2008, 2023 | Casado con hijos        | Ignacio Rufino "Nachito" Larraín | Mega  |
| 2011            | La colonia              | Eleodoro del Río Amunátegui      | Mega  |
| 2013            | Desfachatados           | Varios                           | Mega  |
| 2016            | Chico reality           | Freddy Cepeda                    | Mega  |
| 2020            | Historias de cuarentena | Toño                             | Mega  |

### Películas
| Año  | Película                  | Papel                    |
| ---- | ------------------------- | ------------------------ |
| 2006 | Valle de la Luna          |                          |
| 2007 | Demasiado joven           |                          |
| 2008 | Debut y despedida         | Pololo                   |
| 2009 | Escorbo                   | Tío Enrique              |
| 2009 | Grado 3                   | Pharmacy Assistant       |
| 2009 | Super                     | Parra                    |
| 2010 | La Esmeralda, 1879        | Grumete Wenceslao Vargas |
| 2011 | El limpiapiscinas         | Iñaki                    |
| 2011 | Dios me libre             | Jefferson Magaña         |
| 2011 | Sal                       | Matón 3                  |
| 2012 | Paseo de oficina          | Alexis                   |
| 2013 | El babysitter             | Larry                    |
| 2013 | El derechazo              | Juan Agustín Caniuleff   |
| 2015 | Alma                      | Vito                     |
| 2016 | Ice Age: Collision Course | Voz de Shangri Llama     |
| 2017 | Gun Shy                   | Ramón                    |

## Vídeos musicales
| Año  | Título                  | Artista           | Dirección    |
| ---- | ----------------------- | ----------------- | ------------ |
| 2020 | Volveremos a Abrazarnos | Consuelo Schuster | Andrés Henao |